# Daniel Doom
Pour les articles homonymes, voir Doom (homonymie).
Daniel Doom, né le 28 novembre 1934 à Kortemark et mort le 29 février 2020, est un coureur cycliste belge, professionnel de 1959 à 1964, connu notamment pour sa victoire dans le Grand Prix E3 en 1960.

## Palmarès
- 1959
  - 3e du Grote Prijs Dr. Eugeen Roggeman
- 1960
  - Grand Prix E3
  - 3e du Circuit de Flandre centrale
- 1961
  - 3e de la Gullegem Koerse
- 1962
  - 2e de la Flèche côtière
- 1963
  - 2e de Roubaix-Cassel-Roubaix
  - 2e de la Nokere Koerse

## Résultats sur les grands tours

### Tour de France
- 1962 : 40e
- 1963 : abandon (17e étape)